# Polet KWINS In Line Hockey Team Trieste
La Polet KWINS è stata una società di hockey in-line maschile di Trieste (TS), e ha partecipato  per diverse stagioni al campionato di Serie A1.

## Storia
La sezione hockey del Polet KWINS nasce nel 1991. Nel 1996 passò sul pattino in linea.

## Albo d'oro
- 2000 - Coppa Italia
- 2001 - Coppa Italia

## Cronistoria
- 2004 - 5ª in serie A1
- 2005 - in serie A1
- 2006 - serie A1
- 2007 - serie A1
- 2008 - 9ª in serie A1
- 2009 - 8ª in serie A1
- 2010 - 9ª in serie A1
- 2011 - 11ª in serie A1 retrocessa
- 2011-12 - seconda nel suo girone di serie b e rinuncia alla puole promozione
- 2012-13 - La squadra non viene iscritta a nessun campionato
- 2012-13 partecipa alla seconda lega in slovenia dove viene eliminata ai quarti di finale